# Adrian (Oregon)
Adams – miejscowość w Stanach Zjednoczonych, we wschodniej części stanu Oregon, w hrabstwie Malheur, w pobliżu połączenia rzeki Snake z Owyhee River.